# Club des 13 (football)
Pour les articles homonymes, voir Club des 13.
Le Clube dos 13 (« Club des Treize ») est l'organisation qui représente les intérêts des 20 plus grands clubs de football du Brésil.
Cette organisation négocie les droits radio et télévision de compétitions telles que le Championnat du Brésil. Elle est aussi responsable du fait que les 20 clubs parlent d'une seule voix lors des négociations concernant le format des compétitions brésiliennes avec la Fédération du Brésil de football.
Elle a été fondée le 11 juillet 1987 par les représentants des 13 clubs les plus célèbres d'où son nom.
En 2007 elle était composée de 20 membres.
Le Club des 13 a organisé deux championnats nationaux du Brésil de 1re division : la coupe União 1987 et la Coupe João Havelange 2000.

## 1987 Copa União
Le Club des 13 était mécontent de la Fédération du Brésil de football, par conséquent il organisa son propre championnat indépendamment. La Copa União fut disputée entre 16 équipes : les 13 membres fondateurs du club des 13 et 3 clubs invités (Coritiba, Goiás et Santa Cruz).
La compétition ne fut pas reconnue par la  CBF. La CBF invita le vainqueur et le finaliste de la Copa União, Flamengo et Internacional, de rencontrer les vainqueurs et finalistes de la compétition organisée par elle (Sport Recife et Guarani), mais cette proposition fut refusée. Ainsi la CBF ne reconnut pas Flamengo et Internacional comme champions et finalistes et ne les retint pas pour disputer la Copa Libertadores.

## La Coupe João Havelange 2000
La Fédération du Brésil de football ayant renoncé à organiser le championnat du Brésil 2000 à la suite de la contestation victorieuse de sa rétrogradation en 2e division par Gama, le Club des 13 l'organisa et la   CBF reconnut la compétition.
Cette compétition n'a pas obéi aux règles de promotion et de rétrogradation du Championnat du Brésil de football 1999. Après que Gama a retiré sa plainte le club fut admis dans ce championnat. 
Ce championnat fut divisé en 4 modules (Bleu, Jaune, Vert et Blanc) basés sur la popularité et le passé sportif des 114 clubs participants.
La phase finale regroupait les 12 premiers du module bleu, les 3 premiers du module jaune et le vainqueur du match entre le 1er du module vert et celui du module blanc. 
En finale, Vasco da Gama battit São Caetano.
La compétition prit le nom du président de la FIFA, João Havelange.
Voir Championnat du Brésil de football 2000.

## Membres fondateurs
- EC Bahia   (Salvador de Bahia)
- Botafogo FR   (Rio de Janeiro)
- SC Corinthians    (São Paulo)
- Cruzeiro EC   (Belo Horizonte)
- CR Flamengo    (Rio de Janeiro)
- Fluminense FC    (Rio de Janeiro)
- Grêmio Porto Alegre    (Porto Alegre)
- SC Internacional    (Porto Alegre)
- Atlético Mineiro    (Belo Horizonte)
- SE Palmeiras    (São Paulo)
- Santos FC (Santos)
- São Paulo FC (São Paulo)
- CR Vasco da Gama (Rio de Janeiro)

## Nouveaux membres
- Atlético Paranaense (Curitiba)
- Coritiba FC (Curitiba)
- Goiás EC (Goiânia)
- Guarani FC (Campinas)
- Portuguesa de Desportos (São Paulo)
- Sport Recife (Recife)
- EC Vitória (Salvador de Bahia)